# Baijiang
Baijiang (kinesiska: 百江, 百江镇) är en köping i Kina. Den ligger i provinsen Zhejiang, i den östra delen av landet, omkring 90 kilometer sydväst om provinshuvudstaden Hangzhou. Antalet invånare är 12 233. Befolkningen består av 6 275 kvinnor och 5 958 män. Barn under 15 år utgör 12,0 %, vuxna 15-64 år 70 %, och äldre över 65 år 16,0 %.
Runt Baijiang är det ganska tätbefolkat, med 199 invånare per kvadratkilometer. Närmaste större samhälle är Yaolin, 18,6 km öster om Baijiang. I omgivningarna runt Baijiang växer i huvudsak blandskog.
Genomsnittlig årsnederbörd är 2 236 millimeter. Den regnigaste månaden är juni, med i genomsnitt 456 mm nederbörd, och den torraste är januari, med 80 mm nederbörd.